# Deltocephalus africanus
Deltocephalus africanus är en insektsart som beskrevs av Naudé 1926. Deltocephalus africanus ingår i släktet Deltocephalus och familjen dvärgstritar. Inga underarter finns listade i Catalogue of Life.